# Grampiany
Grampiany (anglicky Grampian Mountains) je pohoří, které se nachází ve střední části Skotska, na severu Velké Británie. Jedná se o nejvyšší hornatinu Skotska i Velké Británie. Nejvyšší horou je Ben Nevis (1 344 m), druhou nejvyšší horou je Ben Macdui (1 309 m). Pohoří se rozkládá od jihozápadu k severovýchodu, je součástí Skotské vysočiny.

## Geografie
Reliéf má středohorský charakter se zaoblenými vrcholy, místy ale velmi příkrými, skalnatými svahy. Vrcholy hor mají obvykle nadmořskou výšku okolo 1 000 m. Hranice lesa je v nadmořské výšce 400 až 500 m, les se tak objevuje pouze při úpatí hor. Výše se vyskytují křoviny, travnaté porosty, vřesoviště a rašeliniště. Podnebí je oceánské, s výraznými srážkami a vysokou vlhkostí vzduchu.